# Just a Girl
『Just a Girl』（ジャスト・ア・ガール）は、BONNIE PINKの通算5枚目のオリジナルアルバム。2001年10月24日発売。発売元はイーストウエスト・ジャパン、販売元はワーナーミュージック・ジャパン。CDコードはAMCN-4565。

## 概要
『Let go』から1年6ヶ月ぶりとなるオリジナルアルバム。日本人のミュージシャンがプロデュースした曲が多い。本アルバムから、BONNIE PINK自身がサウンドプロデュースにも参加、セルフプロデュースの作品が登場している。レコーディングは日本国内、ミキシングはニューヨークで行われた。（8.はレコーディングもニューヨーク。）
初回限定盤は特殊ケース仕様で、CDにはパソコン用の「BONNIE'S TIME TRAVEL SCREEN SAVER」が付いている。

## 収録曲
全曲、作詞・作曲：BONNIE PINK
1. SWEET （3:44）
2. Communication （4:44）
3. Building a Castle （3:14）
4. Thinking Of You（Album Mix） （4:58）
テレビ朝日系列「人気者でいこう!」エンディングテーマ
シングル・ヴァージョンをアルバム用にミキシングしている。
5. コイン （3:27）
6. LIVE LIFE（Interlude） （0:32）
7. 再生 （3:52）
8. Take Me In （4:34）
DDIポケット「feelH"」CMソング
9. Are You Sure? （4:58）
10. Movin'On （3:55）
11. 僕じゃなかったなら （3:35）
12. 眠れない夜（Album Mix） （4:34）
シングル・ヴァージョンをアルバム用にミキシングしている。
13. Just a Girl （4:57）